# (29463) Benjaminpeirce
(29463) Benjaminpeirce ist ein Asteroid des Hauptgürtels, der am 2. Oktober 1997 vom italo-amerikanischen Astronomen Paul G. Comba am Prescott-Observatorium (IAU-Code 684) in Arizona entdeckt wurde.
Benannt wurde der Asteroid nach dem US-amerikanischen Astronomen und Mathematiker Benjamin Peirce (1809–1880), der durch die Berechnung der Bahnstörungen des Planeten Uranus einen wichtigen Beitrag zur Entdeckung des äußeren Nachbarplaneten Neptun im Jahre 1846 leistete.